# BANDOBAND

BANDOBAND（バンドウバンド）は日本のフュージョンバンド。ドラマー坂東慧のソロプロジェクト。

## 概要
2011年、坂東、宮崎、田中、菰口及び『Happy Life!』レコーディング参加メンバーで「坂東慧『Happy Life!』リリースツアー」開催。
2012年、坂東、宮崎、田中、白井の4名で「坂東慧 Happy Winter Tour 2012」開催。同年7月より菰口が加わった5人編成での活動となる。2013年「“バンド感”をコンセプトに」発表された『Let's Move!』以降、アルバムにも「BANDOBAND」の表記が加わる。

## ライヴ参加ミュージシャン

### 2011年　坂東慧『Happy Life!』リリースツアー
後藤克臣（ベース）※埼玉、群馬、長野、東京公演
佐藤雄大（ピアノ,キーボード）※全公演
上條頌（ギター）※埼玉、群馬、長野、愛知、三重、大阪、兵庫、広島、福岡、東京公演

### 2013年　坂東慧 BANDOBAND TOUR2013 “Let's Move!”
二家本亮介（ベース）※長野、静岡、愛知、大阪、広島、福岡公演

### 2016年
安藤正容（ギター）※兵庫公演

## ディスコグラフィー
| タイトル      | 発売年月日 | 品番         | 備考                   |  |
| ------------- | ---------- | ------------ | ---------------------- |  |
| Happy Life!   | 2011.07.13 | VRCL-4016    | 坂東慧名義でのリリース |  |
| Let's Move!   | 2013.06.12 | VRCL-4028    |                        |  |
| Step By Step! | 2016.06.29 | OLCH-10005~6 | 特典DVD付              |  |